# Fox Film Corporation
Fox Film Corporation (también conocida como Fox Film o Fox Entertainments) fue una productora cinematográfica estadounidense, formada por William Fox el 1 de febrero de 1915. Fue el sucesor corporativo de su anterior Greater New York Film Rental Company y Box Office Attractions Film Company.
Los primeros estudios cinematográficos de la compañía se establecieron en Fort Lee, Nueva Jersey, pero en 1917, William Fox envió a Sol M. Wurtzel a Hollywood, California, para supervisar las nuevas instalaciones de producción en Costa Oeste de los Estados Unidos, donde existía un clima más hospitalario y rentable para el cine. El 23 de julio de 1926, la compañía compró las patentes del sistema de sonido Movietone para grabar el sonido en las películas.
Después del Crac de 1929, William Fox perdió el control de la compañía en 1930, durante una adquisición hostil. Bajo el nuevo presidente Sidney Kent, los nuevos propietarios fusionaron la compañía con Twentieth Century Pictures para formar 20th Century Fox (ahora 20th Century Studios) en 1935.

## Historia

### Antecedentes
William Fox entró en la industria cinematográfica en 1904 cuando compró una tercera parte de un nickelodeon de Brooklyn por $ 1,667. Reinvertió sus ganancias desde esa ubicación inicial, expandiéndose a quince lugares similares en la ciudad y adquiriendo impresiones de los grandes estudios de la época: Biograph, Essanay, Kalem, Lubin, Pathé, Selig y Vitagraph. Después de experimentar más éxitos presentando rutinas de vodevil en vivo junto con películas, se expandió a lugares más grandes comenzando con su compra del teatro Gaiety en desuso y continuando con adquisiciones en Nueva York y Nueva Jersey, incluyendo la Academia de Música.
Fox invirtió más en la industria cinematográfica al fundar la Greater New York Film Rental Company como distribuidora de películas. Sin embargo, los grandes estudios cinematográficos formaron la Compañía de Patentes de Película en 1908 y la Compañía de Cine General en 1910, en un esfuerzo por crear un monopolio sobre la creación y distribución de películas. Fox se negó a vender al monopolio, y demandó bajo la Sherman Antitrust Act, recibiendo finalmente un acuerdo de $ 370,000, y poniendo fin a las restricciones sobre la duración de las películas y los precios que podrían pagarse por los guiones.
En 1914, reflejando el alcance más amplio de su negocio, él renombró Box Office Attraction Film Rental Company. Inició un contrato con el estudio de cine Balboa Amusement Producing Company, comprando todas sus películas para mostrar en sus teatros de Nueva York y alquilar las impresiones a otros expositores de todo el país. También continuó distribuyendo material de otras fuentes, como la película de animación temprana de Winsor McCay, Gertie the Dinosaur. Más tarde ese año, Fox concluyó que, dependiendo de otras compañías, los productos de los que dependía eran insuficientes. Compró las instalaciones del estudio Éclair en Fort Lee, Nueva Jersey, junto con la propiedad en Staten Island, y arregló para los actores y la tripulación. La compañía se convirtió en un estudio de cine, con su nombre abreviado a Box Office Attractions Company; Su primer lanzamiento era Life's Shop Window.

### Fox Film Corporation
Siempre más de un empresario que de un showman, Fox se concentró en adquirir y construir teatros; Las imágenes eran secundarias. Los primeros estudios cinematográficos de la compañía se establecieron en Fort Lee, Nueva Jersey, donde se fundaron a principios del siglo XX y muchos otros estudios de cine en la primera industria cinematográfica de Estados Unidos. En 1917, William Fox envió a Sol M. Wurtzel a Hollywood para supervisar las instalaciones de producción de la Costa Norte del estudio donde existía un clima más hospitalario y económico para la realización de películas. Fox había comprado el estudio Edendale de la fracasada Selig Polyscope Company, que había estado haciendo películas en Los Ángeles desde 1909 y fue el primer estudio de cine en Los Ángeles.
Con la introducción de la tecnología de sonido, Fox se movió para adquirir los derechos de un proceso de sonido en la película. En los años 1925-26, Fox compró los derechos a la obra de Freeman Harrison Owens, los derechos en los Estados Unidos al sistema Tri-Ergon inventado por tres inventores alemanes, y la obra de Theodore Case. Esto resultó en el sistema de sonido Movietone más tarde conocido como "Fox Movietone" desarrollado en el Estudio Movietone. Más adelante ese año, la compañía comenzó a ofrecer películas con una pista de música y efectos, y el año siguiente Fox comenzó la característica semanal de las noticias de Fox Movietone, que funcionó hasta 1963. La compañía creciente necesitó el espacio, y en 1926 Fox adquirió 300 acres (1,2 km²) en el campo abierto al oeste de Beverly Hills y construyó "Movietone City", el estudio mejor equipado de para su tiempo.

### Caída
Cuando su rival Marcus Loew murió en 1927, Fox se ofreció a comprar las propiedades de la familia Loew. Loew's Inc. controló más de 200 teatros, así como el estudio Metro-Goldwyn-Mayer. Cuando la familia aceptó la venta, la fusión de Fox y Loew's Inc. fue anunciada en 1929. Pero el jefe del estudio de MGM, Louis B. Mayer, no fue incluido en el acuerdo y se defendió. Usando conexiones políticas, Mayer pidió a la unidad antimonopolio del Departamento de Justicia demorar la aprobación final de la fusión. Fox fue herido gravemente en un accidente automovilístico en el verano de 1929, y para el momento en que se recuperó había perdido la mayor parte de su fortuna en la caída del mercado bursátil de 1929, poniendo fin a cualquier posibilidad de que la fusión pasara sin las objeciones del Departamento de Justicia.
Extendido y cerca de la bancarrota, Fox fue despojado de su imperio en 1930 y terminó en la cárcel. Fox Film, con más de 500 salas de cine, fue puesta en suspensión de pagos. Una reorganización bancaria estuvo a cargo de la compañía durante un tiempo, pero pronto se hizo evidente que a pesar de su tamaño, Fox no podía soportar por sí solo.

### Fusión
Bajo el nuevo presidente Sidney Kent, los nuevos propietarios comenzaron a negociar con el advenedizo, pero de gran alcance, Twentieth Century Pictures en la primavera de 1935. Las dos empresas se fusionaron en la nueva 20th Century-Fox (el guion se abandonó en la década de 1980). Durante muchos años, 20th Century Fox afirmó haber sido fundada en 1915. Por ejemplo, marcó 1945 como su 30 aniversario. Sin embargo, en los últimos años ha reclamado la fusión de 1935 como su fundación, a pesar de que la mayoría de los historiadores de cine coinciden en que fue fundada en 1915.

## Productos

### Largometrajes
Un incendio de 1937 en una instalación de almacenamiento de película de Fox destruyó más de 40.000 carretes de negativos y estampados, incluyendo las copias de mejor calidad de todas las funciones de Fox producidas antes de 1932; Aunque copias ubicadas en otros lugares permitieron a muchos sobrevivir de alguna forma, más del 75% de los largometrajes de Fox antes de 1930 están completamente perdidos.

### Noticias

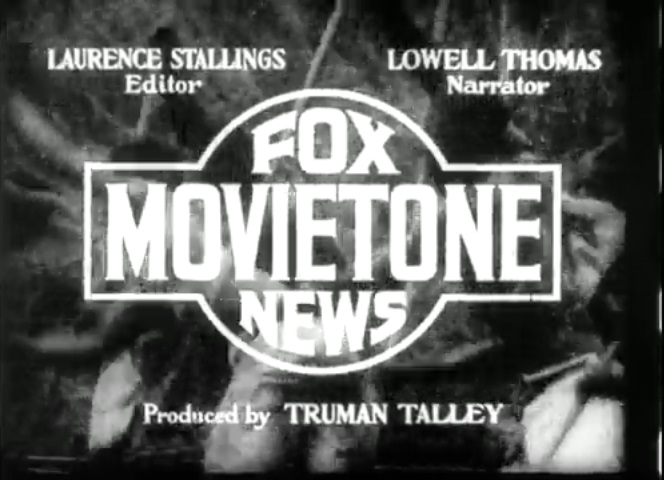
Tarjeta de título de un noticiero Fox Movietone de 1935.

En 1919, Fox comenzó una serie de noticiarios sin sonido, compitiendo con las ya existentes Hearst Metrotone News, Newsreel Internacional y Pathé News. Fox News se estrenó el 11 de octubre de 1919, con ediciones posteriores lanzadas el miércoles y el domingo de cada semana. Fox News ganó una ventaja sobre sus competidores más establecidos cuando el presidente Woodrow Wilson aprobó el noticiero en una carta, en lo que pudo haber sido la primera vez que un presidente estadounidense comentó una película. Fox News siguió siendo uno de los principales nombres de la industria del noticiario al ofrecer una cobertura exclusiva de los principales acontecimientos internacionales, incluyendo informes sobre Pancho Villa, el dirigible Roma, el Ku Klux Klan y una erupción del Monte Vesubio en 1922. La silenciosa serie de noticiarios continuó hasta 1930.
En 1926, se creó una filial, Fox Movietone Corporation, encargada de producir cintas de noticias utilizando la tecnología de sonido en la película adquirida por Fox. El primero de estos noticiarios debutó el 21 de enero de 1927. Cuatro meses más tarde, el historiador de cine Raymond Fielding describió el primer lanzamiento del 25 de mayo de una grabación sonora de la salida de Charles Lindbergh en su vuelo transatlántico.  Movietone News fue lanzado como un noticiero regular el 3 de diciembre de ese año. La producción de la serie continuó después de la fusión con Twentieth Century Pictures, hasta 1963, y siguió sirviendo en 20th Century Fox después de eso, como una fuente para las imágenes de archivo de la industria cinematográfica.
A diferencia de los primeros largometrajes de Fox, las bibliotecas Fox News y Fox Movietone News han sobrevivido en gran medida. La serie anterior y algunas partes de su sucesor sonoro ahora son sostenidas por la Universidad de Carolina del Sur, con el Fox restante Noticias de Movietone todavía sostenido por la compañía.

### Publicaciones en serie

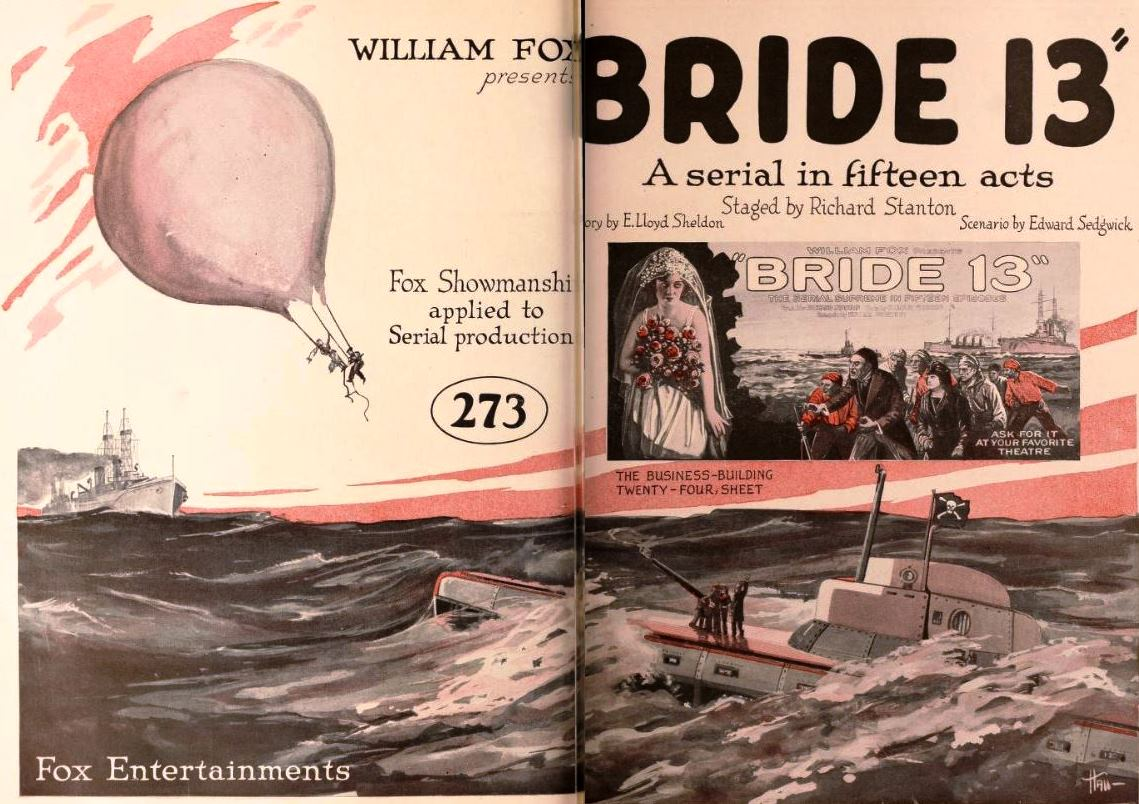
Anuncio de la serie Bride 13 de 1920.

Fox Film experimentó brevemente con películas seriadas, lanzando el programa de 15 episodios Bride 13 y los 20 episodios de Fantômas en 1920. Sin embargo, William Fox no estaba dispuesto a comprometer la calidad de la producción con el fin de hacer rentables los seriales.

### Cortometrajes
Fox también produjo cientos de cortometrajes de uno y dos carretes de varios tipos. A partir de 1916, la división Sunshine Comedy creó cortos de comedia de dos rollos. Muchos de éstos, a partir de 1917 y Roaring Lions and Wedding Bliss, protagonizada por Lloyd Hamilton, fueron slapstick, con la intención de competir con las ofertas populares de Mack Sennett. Los lanzamientos de Sunshine continuaron hasta la introducción del sonido. Otras series cortas incluyeron  Imperial Comedies, Van Bibber Comedies (con Earle Foxe), O'Henry, Married Life of Helen and Warren, y Fox Varieties. La expansión de Fox en las películas en español en la década de 1930 también incluía cortos.